# ガールズケイリンコレクション
ガールズケイリンコレクションとは、2013年から2024年まで開催された、ガールズケイリン（女子競輪）選手のうち、競走成績・トライアルレース・ファン投票でそれぞれ選抜された7名ないし14名が、一発勝負（一回勝負）で覇を競った特別競走の名称である。格付けはFII。

## 概要
当レースは、ガールズケイリンにおいてもGIが創設される前に行われた、男子の「競輪」における特別競輪（GI）に相当するレースであり、「オッズパーク杯ガールズグランプリ」（以下、ガールズグランプリ）、「ガールズケイリンフェスティバル」、「ガールズグランプリトライアル」、「ガールズ フレッシュクイーン」と併せて称された『ガールズケイリン特別レース』のひとつであった。
旬を迎えた選手による競走の名称に、ファッションショーなどで使用される『コレクション』（高級衣装店やデザイナーが、そのシーズン用に発表する作品。またその発表会の意）を用いることで、女性らしさをアピールした。
呼称は各回それぞれ、開催年と開催地に合わせて「20●●年（西暦）××（開催地）ステージ」とした。
2013年2月、高松競輪場にて初開催。以降、廃止されるまで年3回開催されたが、レースは男子のGIまたはGII開催期間中に組み込まれていたため、そのGIまたはGIIのスケジュールの影響を受け、開催時期は年次により若干の変動があったほか、中止となったこともあった。ただ、2016年以降は男子のGIまたはGII開催期間中の3月・5月・8月に開催された。
2020年5月に開催予定であった2020年静岡ステージは、COVID-19感染拡大の影響と全国的に発令された緊急事態宣言のため内包されている日本選手権競輪が中止となったことに伴い、一時は開催中止となったが、その後開催地を伊東温泉競輪場に変更した上で9月21日に2020年伊東温泉ステージとして改めて行われた。
2022年12月13日、JKAは『ガールズケイリンリブランディング』第3弾として、2023年度よりガールズケイリンコレクションを含むガールズ特別競走を一新し、ガールズケイリンにおいてもガールズグランプリを頂点としたレース体系を構築した上で、特別競走にはGIもしくはGP（ガールズグランプリ）の格付けを新たに導入することを発表した。これにより、単発レースであるガールズケイリンコレクションは、新設されるトーナメント制GI競走（パールカップ、オールガールズクラシック、競輪祭女子王座戦）またはポイント制FII競走（女子オールスター競輪）へと発展的解消させ、2023年度（2024年取手ステージ＜3月開催＞）をもって廃止することを発表した。

### 賞金
晩年の各着順における賞金額は、以下の通り。（　）内は副賞（アルテミス賞レースを除く1着に授与）を含んだ金額。
| 開催年 | ステージ名                        | レース名               | 1着                | 2着      | 3着      | 4着      | 5着      | 6着      | 7着      |
| ------ | --------------------------------- | ---------------------- | ------------------ | -------- | -------- | -------- | -------- | -------- | -------- |
| 2021年 | 『松阪ステージ』（3月）           | -                      | 205万円（215万円） | 72.7万円 | 41.4万円 | 35.3万円 | 30.2万円 | 25.2万円 | 20.2万円 |
| 2021年 | 『京王閣ステージ』（5月）         | -                      | 215万円（245万円） | 76.3万円 | 43.5万円 | 37.1万円 | 31.7万円 | 26.4万円 | 21.2万円 |
| 2021年 | 『いわき平ステージ』（8月）       | ガールズドリームレース | 215万円（325万円） | 76.3万円 | 43.5万円 | 37.1万円 | 31.7万円 | 26.4万円 | 21.2万円 |
| 2021年 | 『いわき平ステージ』（8月）       | アルテミス賞レース     | 048万円            | 23.3万円 | 18.1万円 | 14.8万円 | 13.7万円 | 12.7万円 | 11.7万円 |
| 2022年 | 『宇都宮ステージ』（3月）         | -                      | 215万円（225万円） | 76.3万円 | 43.5万円 | 37.1万円 | 31.7万円 | 26.4万円 | 21.2万円 |
| 2022年 | 『いわき平ステージ』（5月）       | -                      | 247万円（257万円） | 87.7万円 | 50.0万円 | 42.7万円 | 36.5万円 | 30.4万円 | 24.4万円 |
| 2022年 | 『西武園ステージ』（8月）         | ガールズドリームレース | 247万円（357万円） | 87.7万円 | 50.0万円 | 42.7万円 | 36.5万円 | 30.4万円 | 24.4万円 |
| 2022年 | 『西武園ステージ』（8月）         | アルテミス賞レース     | 055万円            | 26.8万円 | 20.8万円 | 17.0万円 | 15.8万円 | 14.6万円 | 13.5万円 |
| 2023年 | 『別府ステージ』（3月）           | -                      | 247万円（257万円） | 87.7万円 | 50.0万円 | 42.7万円 | 36.5万円 | 30.4万円 | 24.4万円 |
| 2023年 | 『平塚ステージ』（5月）           | -                      | 270万円（280万円） | 95.6万円 | 54.5万円 | 46.5万円 | 39.8万円 | 33.1万円 | 26.6万円 |
| 2023年 | 『西武園ステージ』（8月）         | ガールズドリームレース | 270万円（380万円） | 95.6万円 | 54.5万円 | 46.5万円 | 39.8万円 | 33.1万円 | 26.6万円 |
| 2023年 | 『西武園ステージ』（8月）         | アルテミス賞レース     | 060万円            | 29.2万円 | 22.7万円 | 18.5万円 | 17.2万円 | 15.9万円 | 14.7万円 |
| 2024年 | 『取手ステージ』（3月） ※最終開催 | -                      | 270万円（290万円） | 95.6万円 | 54.5万円 | 46.5万円 | 39.8万円 | 33.1万円 | 26.6万円 |

## 2013年
大まかには、2012年に第一回が行われたガールズグランプリと選考基準が類似しているが、2013年の『高松ステージ』（2月）と『前橋ステージ』（6月）は、5名までが平均競走得点順にそれによって選出されたものの、残る2名は運営調整部会において決定された。『京王閣ステージ』（9月）はオールスター競輪内での開催ということで、ファン投票によって得票上位7名が選考された。なお、ガールズケイリン登録全選手が投票対象となる。
優勝賞金は200万円であった。

## 2014年以降
2014年以降は、各開催によって出場選手の選抜条件は異なっている。また、回数を重ねるごとに開催時期や選抜条件、優勝賞金が変更された。
2017年までは、3月開催では平均競走得点により正選手7名・補欠選手1名を、5月開催では3着以内の回数が多い順により正選手7名・補欠選手1名を、8月開催ではファン投票により得票数の多い順により正選手7名（2016年以前）ないし14名（2017年以降）・補欠選手1名を、それぞれ選抜した。また、夏季オリンピック開催翌年の3月開催・5月開催では、当該オリンピック大会での自転車競技トラック個人種目メダル獲得者は優先で選抜するという条件も付与された。
2018年からは、3月開催・8月開催については変更はないが、5月開催については前もって行われるトライアルレースを勝ち抜いた正選手7名・補欠選手1名が出場できることとなった。
3月開催・5月（6月）開催・8月（9月）開催の全てを制覇したのは、小林優香、石井貴子（106期）、児玉碧衣、佐藤水菜の4名。

### 3月開催
3月開催は、成績の基準である平均競走得点によって選抜。2016年までは日本選手権競輪第5日に開催されたが、2017年以降はウィナーズカップ（GII）最終日に開催され、2024年取手ステージが最後の開催となった（2025年以降はガールズ フレッシュクイーンを実施）。優勝賞金は、最終開催の2024年取手ステージでは290万円（副賞込み）。枠は選考順位順に1番枠、2番枠、…7番枠、と割り当てられた。
- 選考期間…前年7月 - 12月、選考…1月、最低出走回数…24出走
  1. 運営調整部会が特に認めた選手。これについては選手選考以前に決定する。
    - 原則として、ナショナルチームに所属し、かつ世界選手権など国際大会でメダルを獲得するなど目覚ましい活躍をした選手が対象。最低出走回数を満たしていなくても選出される（小林優香、佐藤水菜、太田りゆが該当した[34][35]）。

  2. 平均競走得点上位者を順次選抜

なお、補欠選手は正選手を除く平均競走得点上位者からさらに順次選抜

### 5月開催
5月開催（2015年までは6月開催）は、2013年は前橋記念3日目に、2014年は取手記念最終日に、2015年は高松宮記念杯競輪最終日にそれぞれ開催されたが、2016年以降は日本選手権競輪第3日に開催された。なお、2020年は同年の日本選手権競輪が開催中止となったことに伴い静岡ステージも中止となったが、同年の共同通信社杯最終日に伊東温泉ステージとして代替開催された（出場選手は静岡ステージトライアルを勝ち上がった7名をそのまま選出）。
選考期間中の平均競走得点上位者42名により競走得点の最も高い者から順に選考順位を決めトライアルレースを行い、そのトライアルレースにおける成績最上位7名が出場した（2018年以降）。枠は、選考順位順に1番枠、2番枠、…7番枠、と割り当てた。2023年平塚ステージが最後の開催となり、併せてトライアルレースも廃止された。優勝賞金は、最終開催の2023年平塚ステージでは280万円（副賞込み）。
- 選考期間…前年8月 - 10月、選考…2月、最低出走回数…12出走
- 選考レース…1月上旬 - 2月上旬のいずれかの開催×3会場（基本は週末に開催。ナイターで行うこともある。3日間とも最終2レースで実施）
  1. 14名ずつ、平均競走得点上位順に、A組（1位、6位、7位、12位、13位、18位、19位、24位、25位、30位、31位、36位、37位、42位）、B組（2位、5位、8位、11位、14位、17位、20位、23位、26位、29位、32位、35位、38位、41位）、C組（3位、4位、9位、10位、15位、16位、21位、22位、27位、28位、33位、34位、39位、40位）の3組に組分け
  2. 各組とも選考レースで初日・2日目にポイント制の予選2レース（1レース7名）を実施、予選2レースで獲得したポイント合計の上位7名が3日目の決勝レースに出場
予選レースにおけるポイントの設定は、通常のガールズケイリンレースと同様（詳細はこちらを参照）
  3. 各組決勝レースにおける1着・2着6名と、3着3名のうち選考順位最上位者1名、の計7名が出場権を獲得

（参考）2017年以前
車券の対象となる3着以内に入ることによって車券に貢献している選手が選抜された。
- 選考期間…前年8月 - 当年1月、選考…2月、最低出走回数…24出走
  1. 運営調整部会が特に認めた選手
これについては選手選考以前に決定した。
  2. 3連対率上位者を順次選抜する。

なお、補欠選手は正選手を除く3連対率上位者からさらに順次選抜された。

### 8月開催
8月開催（2015年までは9月開催）は、オールスター競輪2日目と3日目（2013年・2014年は4日目のみ、2015年・2016年は2日目のみ、2017年 - 2020年は2日目と4日目）に開催されるため、ファン投票によって選抜される。なお、このファン投票は2022年までは男子（オールスター競輪ファン投票特設サイト）とは別の特設サイト『ガールズケイリン総選挙』により投票を受け付けていたが、2023年は男子と統一され同一の特設サイトにより投票を受け付けた。この8月（9月）開催ではファン投票による得票数の多い順に枠が割り当てられており、得票数第1位が1番枠、第2位が2番枠、…となっている（2017年以降のアルテミス賞レースでも同様に、得票数第8位が1番枠、第9位2番枠、…の順で決められている）。2023年西武園ステージが最後の開催となり、2024年以降はドリームレース、アルテミス賞の枠を廃止し、選抜された14名による新設の2レース制競走「女子オールスター競輪」（格付けはFII。予選は2日間のポイント制。オールスター競輪に内包）に移行する。優勝賞金は、最終開催の2023年西武園ステージでは、ドリームレースは380万円（副賞込み）、アルテミス賞レースは60万円。
- 選考期間…前年12月 - 当年5月、選考…6月、最低出走回数…24出走
- ファン投票得票数上位者を順次選抜する。〔ガールズドリームレース〕ファン投票得票数1位〜7位、〔アルテミス賞レース〕ファン投票得票数8位〜14位、で選出。

2013年開催は一発投票で、投票についても2013年は投票用紙での受付であった。2014年から2016年の開催では投票はインターネット上のみ（予選・決戦とも）とされ、予選投票を行い上位14名を選抜した後、さらに決選投票で上位7名を選抜した。補欠選手については、正選手を除くファン投票得票数上位者からさらに順次選抜される。
2019年の『ガールズケイリン総選挙』より（2024年は単に「ファン投票」）、前年下期の平均競走得点が47点未満の選手は投票対象外とされた。また、上位に選出されても選考規程に抵触した場合は選出しないこととなっており、2020年は荒川ひかりと福田礼佳が、2022年は荒川ひかりと石井貴子（106期）が、それぞれ除外され選出されなかった。但し、ナショナルチームに所属し、ガールズケイリンよりもオリンピック、世界選手権、ネーションズカップ等の国際大会出場を優先している場合は例外規程（『公休』扱い）が適用され、最低出走回数が選考基準に満たなくても選出される（小林優香、太田りゆ、佐藤水菜、梅川風子が該当した）。

#### 2017年以降
投票は、これまでのインターネットに加え、競輪場・専用場外車券売場でも実施する。なお、2020年は投票期間中の競輪開催が全て無観客開催で行われただけでなく場外車券売場も閉鎖されていたため、投票はインターネットのみとなった。また、2021年も場によってはファン投票の実施を取りやめた所も出た。
2017年以降の8月開催については、従来のファン投票第1位〜第7位に加え、第8位〜第14位の選手によるレースも行うことになった。レース名称はそれぞれ以下の通り。
- 「ガールズドリームレース」（ファン投票第1位〜第7位）
  - 男子のオールスター競輪ファン投票第1位〜第9位による「ドリームレース」に該当。3日目第11レース[注 6]に実施。
- 「アルテミス賞レース」（ファン投票第8位〜第14位）
  - 男子のオールスター競輪ファン投票第10位〜第18位による「オリオン賞レース」に該当。オリオン座の神話に登場する月の女神・狩りの女神であるアルテミスを引用。2日目第11レース[注 7]に実施。

## レース成績
| 年     | 月日    | 開催場   | レース名 | 優勝               | 2着               | 3着               | 4着               | 5着                       | 6着                       | 7着                       | レース概要 | 3連単配当     | ファン投票第1位   |
| ------ | ------- | -------- | -------- | ------------------ | ----------------- | ----------------- | ----------------- | ------------------------- | ------------------------- | ------------------------- | ---------- | ------------- | ----------------- |
| 2013年 | 2月24日 | 高松     | -        | 中村由香里①        | 加瀬加奈子        | 中川諒子          | 増茂るるこ        | 三輪梓乃                  | 小林莉子                  | ＜落棄＞山口菜津子        |            | ①③④ 900円     | -                 |
| 2013年 | 6月30日 | 前橋     | -        | 加瀬加奈子①        | 中村由香里        | 渡辺ゆかり        | 中山麗敏          | 篠崎新純                  | 浦部郁里                  | 中川諒子                  |            | ④⑥② 2,480円   | -                 |
| 2013年 | 9月15日 | 京王閣   | -        | 石井寛子①          | 中川諒子          | 小林莉子          | 中村由香里        | 田中まい                  | ＜落棄＞山原さくら        | ＜落棄＞中山麗敏          |            | ①④⑥ 19,230円  | 加瀬加奈子        |
| 2014年 | 3月22日 | 名古屋   | -        | 石井寛子②          | 加瀬加奈子        | 梶田舞            | 中川諒子          | 中山麗敏                  | 山原さくら                | 中村由香里                |            | ⑤⑥③ 5,290円   | -                 |
| 2014年 | 6月29日 | 取手     | -        | 中村由香里②        | 加瀬加奈子        | 中川諒子          | 小林莉子          | 石井寛子                  | 山原さくら                | 梶田舞                    |            | ②①③ 4,240円   | -                 |
| 2014年 | 9月14日 | 前橋     | -        | 小林優香①          | 石井寛子          | 石井貴子（106期） | 加瀬加奈子        | 小川美咲                  | 田中麻衣美                | ＜落再＞中村由香里        |            | ⑤②① 1,200円   | 石井貴子（106期） |
| 2015年 | 3月21日 | 京王閣   | -        | 小林優香②          | 石井貴子（106期） | 梶田舞            | 加瀬加奈子        | 奥井迪                    | 石井寛子                  | 山原さくら                |            | ②⑤① 18,440円  | -                 |
| 2015年 | 6月21日 | 岸和田   | -        | 小林優香③          | 奥井迪            | 小林莉子          | 加瀬加奈子        | 石井寛子                  | ＜落棄＞荒牧聖未          | ＜落棄＞梶田舞            |            | ②⑤⑥ 9,330円   | -                 |
| 2015年 | 9月20日 | 松戸     | -        | 石井貴子（106期）① | 高木真備          | 加瀬加奈子        | 小林優香          | 梶田舞                    | 石井寛子                  | 長澤彩                    |            | ④③⑥ 228,210円 | 石井寛子          |
| 2016年 | 3月12日 | 名古屋   | -        | 山原さくら①        | 奥井迪            | 児玉碧衣          | ＜落再＞石井寛子  | ＜落棄＞梶田舞            | ＜落棄＞石井貴子（106期） | ＜失格＞小林優香          |            | ⑦④⑥ 122,360円 | -                 |
| 2016年 | 5月02日 | 静岡     | -        | 小林優香④          | 小林莉子          | 山原さくら        | 尾崎睦            | 奥井迪                    | 児玉碧衣                  | 石井貴子（106期）         |            | ②⑥⑦ 17,850円  | -                 |
| 2016年 | 8月12日 | 松戸     | -        | 高木真備①          | 児玉碧衣          | 梶田舞            | 奥井迪            | 石井寛子                  | 山原さくら                | 小川美咲                  |            | ①②④ 12,350円  | 高木真備          |
| 2017年 | 3月20日 | 高松     | -        | 石井貴子（106期）② | 児玉碧衣          | 石井寛子          | 梶田舞            | 高木真備                  | 荒牧聖未                  | 奥井迪                    |            | ⑥①④ 97,420円  | -                 |
| 2017年 | 5月04日 | 京王閣   | -        | 長澤彩①            | 荒牧聖未          | 梶田舞            | 小林莉子          | 石井貴子（106期）         | 奥井迪                    | 児玉碧衣                  |            | ④②⑦ 66,110円  | -                 |
| 2017年 | 8月12日 | いわき平 | ア賞     | 石井寛子③          | 小林莉子          | 加瀬加奈子        | 中川諒子          | 長澤彩                    | 田中まい                  | 石井貴子（104期）         |            | ①②③ 2,000円   | 児玉碧衣          |
| 2017年 | 8月14日 | いわき平 | DR       | 高木真備②          | 小林優香          | 梶田舞            | 石井貴子（106期） | 奥井迪                    | 児玉碧衣                  | 山原さくら                |            | ④②③ 12,960円  | 児玉碧衣          |
| 2018年 | 3月21日 | 松山     | -        | 小林優香⑤          | 児玉碧衣          | 高木真備          | 奥井迪            | 鈴木美教                  | 石井寛子                  | 尾崎睦                    |            | ①④⑦ 1,900円   | -                 |
| 2018年 | 5月03日 | 平塚     | -        | 石井貴子（106期）③ | 児玉碧衣          | 鈴木美教          | 太田りゆ          | 高木真備                  | 内村舞織                  | 山原さくら                |            | ⑥①④ 9,430円   | -                 |
| 2018年 | 8月16日 | いわき平 | ア賞     | 長澤彩②            | 鈴木美教          | 小林莉子          | 太田りゆ          | 元砂七夕美                | 尾崎睦                    | 石井貴子（104期）         |            | ②⑦⑤ 4,320円   | 児玉碧衣          |
| 2018年 | 8月18日 | いわき平 | DR       | 児玉碧衣①          | 石井貴子（106期） | 石井寛子          | 梶田舞            | 奥井迪                    | 高木真備                  | 山原さくら                |            | ①⑥③ 2,520円   | 児玉碧衣          |
| 2019年 | 3月24日 | 大垣     | -        | 小林優香⑥          | 児玉碧衣          | 石井寛子          | 梶田舞            | 山原さくら                | 石井貴子（106期）         | 梅川風子                  |            | ①②③ 780円     | -                 |
| 2019年 | 5月02日 | 松戸     | -        | 児玉碧衣②          | 尾崎睦            | 田中まい          | 石井寛子          | 小林莉子                  | 高木真備                  | 佐藤水菜                  |            | ①⑥⑦ 24,220円  | -                 |
| 2019年 | 8月15日 | 名古屋   | ア賞     | 長澤彩③            | 梶田舞            | 荒川ひかり        | 奥井迪            | 佐藤水菜                  | 石井貴子（104期）         | ＜落再＞小林莉子          |            | ⑤①⑦ 27,690円  | 児玉碧衣          |
| 2019年 | 8月17日 | 名古屋   | DR       | 石井寛子④          | 児玉碧衣          | 小林優香          | 石井貴子          | 山原さくら                | ＜落棄＞高木真備          | ＜失格＞太田りゆ          |            | ④①② 17,670円  | 児玉碧衣          |
| 2020年 | 3月29日 | 福井     | -        | 児玉碧衣③          | 石井貴子（106期） | 尾崎睦            | 長澤彩            | 梅川風子                  | 鈴木美教                  | 高木真備                  | [ 43 ]     | ①②⑤ 6,160円   | -                 |
| 2020年 | 8月13日 | 名古屋   | ア賞     | 梅川風子①          | 梶田舞            | 大久保花梨        | 奥井迪            | 鈴木奈央                  | 小林莉子                  | 石井貴子（104期）         |            | ①②③ 1,910円   | 児玉碧衣          |
| 2020年 | 8月15日 | 名古屋   | DR       | 石井貴子（106期）④ | 児玉碧衣          | 長澤彩            | 高木真備          | 太田りゆ                  | 小林優香                  | 石井寛子                  |            | ⑤①⑦ 29,580円  | 児玉碧衣          |
| 2020年 | 9月21日 | 伊東温泉 | -        | 高木真備③          | 梅川風子          | 大久保花梨        | 柳原真緒          | 鈴木美教                  | 石井寛子                  | 石井貴子（106期）         |            | ③①⑦ 6,460円   | -                 |
| 2021年 | 3月28日 | 松阪     | -        | 児玉碧衣④          | 坂口楓華          | 佐藤水菜          | 鈴木美教          | ＜故入＞石井貴子（106期） | ＜落再＞梅川風子          | ＜落再＞高木真備          |            | ②⑤⑥ 14,520円  | -                 |
| 2021年 | 5月06日 | 京王閣   | -        | 佐藤水菜①          | 荒牧聖未          | 久米詩            | 児玉碧衣          | 太田美穂                  | 尾崎睦                    | ＜落棄＞石井貴子（106期） |            | ⑥④③ 90,930円  | -                 |
| 2021年 | 8月11日 | いわき平 | ア賞     | 佐藤水菜②          | 小林莉子          | 梶田舞            | 久米詩            | 石井貴子（104期）         | 山原さくら                | 高木佑真                  |            | ②⑦⑤ 2,260円   | 児玉碧衣          |
| 2021年 | 8月12日 | いわき平 | DR       | 児玉碧衣⑤          | 小林優香          | 高木真備          | 太田りゆ          | 荒川ひかり                | 石井寛子                  | 石井貴子（106期）         | [ 14 ]     | ①④② 3,080円   | 児玉碧衣          |
| 2022年 | 3月21日 | 宇都宮   | -        | 石井寛子⑤          | 佐藤水菜          | 小林優香          | 梅川風子          | 尾方真生                  | 高木真備                  | 児玉碧衣                  | [ 16 ]     | ⑥①② 18,810円  | -                 |
| 2022年 | 5月05日 | いわき平 | -        | 柳原真緒①          | 児玉碧衣          | 小林莉子          | 鈴木美教          | 尾方真生                  | 荒牧聖未                  | 石井寛子                  |            | ⑦①② 15,090円  | -                 |
| 2022年 | 8月10日 | 西武園   | ア賞     | 小林莉子①          | 梅川風子          | 奥井迪            | 高木佑真          | 梶田舞                    | 山原さくら                | 尾方真生                  |            | ④⑤⑦ 8,890円   | 児玉碧衣          |
| 2022年 | 8月11日 | 西武園   | DR       | 佐藤水菜③          | 児玉碧衣          | 石井寛子          | 太田りゆ          | 南円佳                    | 日野未来                  | 久米詩                    | [ 20 ]     | ③①② 740円     | 児玉碧衣          |
| 2023年 | 3月21日 | 別府     | -        | 佐藤水菜④          | 小林優香          | 児玉碧衣          | 鈴木美教          | 太田りゆ                  | 柳原真緒                  | 尾方真生                  |            | ①⑤② 2,380円   | -                 |
| 2023年 | 5月04日 | 平塚     | -        | 久米詩①            | 柳原真緒          | 小林優香          | 野口諭実可        | 奥井迪                    | 石井寛子                  | 山原さくら                | [ 24 ]     | ③④① 6,260円   | -                 |
| 2023年 | 8月16日 | 西武園   | ア賞     | 石井寛子⑥          | 石井貴子（106期） | 梅川風子          | 小林莉子          | 日野未来                  | 荒川ひかり                | 奥井迪                    |            | ①⑤⑥ 27,490円  | 児玉碧衣          |
| 2023年 | 8月17日 | 西武園   | DR       | 児玉碧衣⑥          | 太田りゆ          | 佐藤水菜          | 柳原真緒          | 久米詩                    | 山原さくら                | 小林優香                  | [ 26 ]     | ①⑦② 4,060円   | 児玉碧衣          |
| 2024年 | 3月24日 | 取手     | -        | 坂口楓華①          | 吉川美穂          | 石井寛子          | 柳原真緒          | 久米詩                    | 山原さくら                | 児玉碧衣                  | [ 28 ]     | ②④⑤ 9,930円   | -                 |

【注釈】ア賞＝アルテミス賞レース、DR＝ガールズドリームレース、優勝者名横の○数字は優勝回数、＜落棄＞＝落車棄権、＜落再＞＝落車再入、＜故入＞＝車体故障

## テレビ中継
2015年までは一部ステージが地上波またはBSにて放送された事があったが、2016年以降はSPEEDチャンネルのみの中継となっていた。